# صليب مالطة

الصليب المالطي

صليب وسام القديس يوحنا

كان الصليب المالطي علامة لفئة من المحاربين المسيحيين تسمى فرسان مالطا.